# ツール・ド・フランス1966
ツール・ド・フランス1966は、ツール・ド・フランスとしては53回目の大会。1966年6月21日から7月14日まで、全22ステージ、総距離4303Kmで行われた。

## 総合成績
| 順位 | 選手名                     | 国籍     | チーム             | 時間            |
| ---- | -------------------------- | -------- | ------------------ | --------------- |
| 1    | ルシアン・エマール         | フランス | フォード・フランス | 117時間34分21秒 |
| 2    | ヤン・ヤンセン             | オランダ |                    | 1' 07"          |
| 3    | レイモン・プリドール       | フランス |                    | 2' 02"          |
| 4    | ホセアントニオ・モメーネ   | スペイン |                    | 5' 19"          |
| 5    | マルチェッロ・ムグナーニ   | イタリア |                    | 5' 27"          |
| 6    | ヘルマン・バンスプリンゲル | ベルギー |                    | 5' 44"          |
| 7    | フランシスコ・ガビア       | スペイン |                    | 6' 25"          |
| 8    | ロジェ・パンジョン         | フランス |                    | 8' 22"          |
| 9    | カールハインツ・クンデ     | 西ドイツ |                    | 9' 06"          |
| 10   | マルタン・バンデンボッシュ | ベルギー |                    | 9' 57"          |

### マイヨ・ジョーヌ保持者
| 選手名                   | 国籍     | 首位区間  |
| ------------------------ | -------- | --------- |
| ルディ・アルティヒ       | 西ドイツ | 第1-第9   |
| トマソ・デプラ           | イタリア | 第10      |
| ジャンクロード・ルボーブ | フランス | 第11      |
| カールハインツ・クンデ   | 西ドイツ | 第12-第15 |
| ヤン・ヤンセン           | オランダ | 第16      |
| ルシアン・エマール       | フランス | 第17-最終 |